# Ménidas
Ménidas (en grec ancien Μένιδας / Ménidas) est un officier dans l'armée macédonienne durant les campagnes d'Alexandre le Grand. Il commande divers contingents de mercenaires et de recrues.

## Biographie
Sa première mention par les sources date de la bataille de Gaugamèles en tant que commandant d'un contingent de cavaliers mercenaires grecs, même s'il est probable qu'il ait  obtenu ce commandement dès le départ de l'expédition en 334 av. J.-C. Durant la bataille, il est positionné à l'extrême droite du dispositif afin de couvrir le flanc. La cavalerie scythe qui lui fait face est numériquement supérieure et dépasse le front macédonien ; c'est pourquoi il doit être soutenu par les lanciers et les cavaliers péoniens. Finalement, les cavaliers mercenaires l'emportent et Ménidas peut se joindre aux Compagnons menés d'Alexandre pour frapper le centre perse où se tient Darius III. Il est blessé durant l'attaque.
Ménidas est laissé à Ecbatane avec les forces de Parménion et il aurait pu jouer un rôle dans l'assassinat du vieux général. Le commandement de la cavalerie mercenaire passe alors aux mains de Philippe. Ménidas rejoint Alexandre à Bactres au cours de l'hiver 329/328 à la tête de 4 000 fantassins et 1 000 cavaliers. En 327, durant la campagne en Sogdiane, il reçoit l'ordre de retourner en Macédoine afin de recruter de nouvelles troupes. Il ne semble être revenu auprès d'Alexandre, à la tête des renforts, qu'une fois ce dernier arrivé à Babylone en 323. 
Ménidas est mentionné une dernière fois parmi les officiers ayant dormi dans le temple de Sarapis à Babylone après que le roi est tombé malade, même si la validité de cette histoire est discutable, sachant que le Sarapis gréco-égyptien n'existe pas encore à l'époque, ou alors les Macédoniens ont prié une autre divinité.

## Sources antiques
- Arrien, Anabase [lire en ligne], III, IV, VII.
- Quinte-Curce, L'Histoire d'Alexandre le Grand [lire en ligne], VII.